# 德米特里·博格罗夫

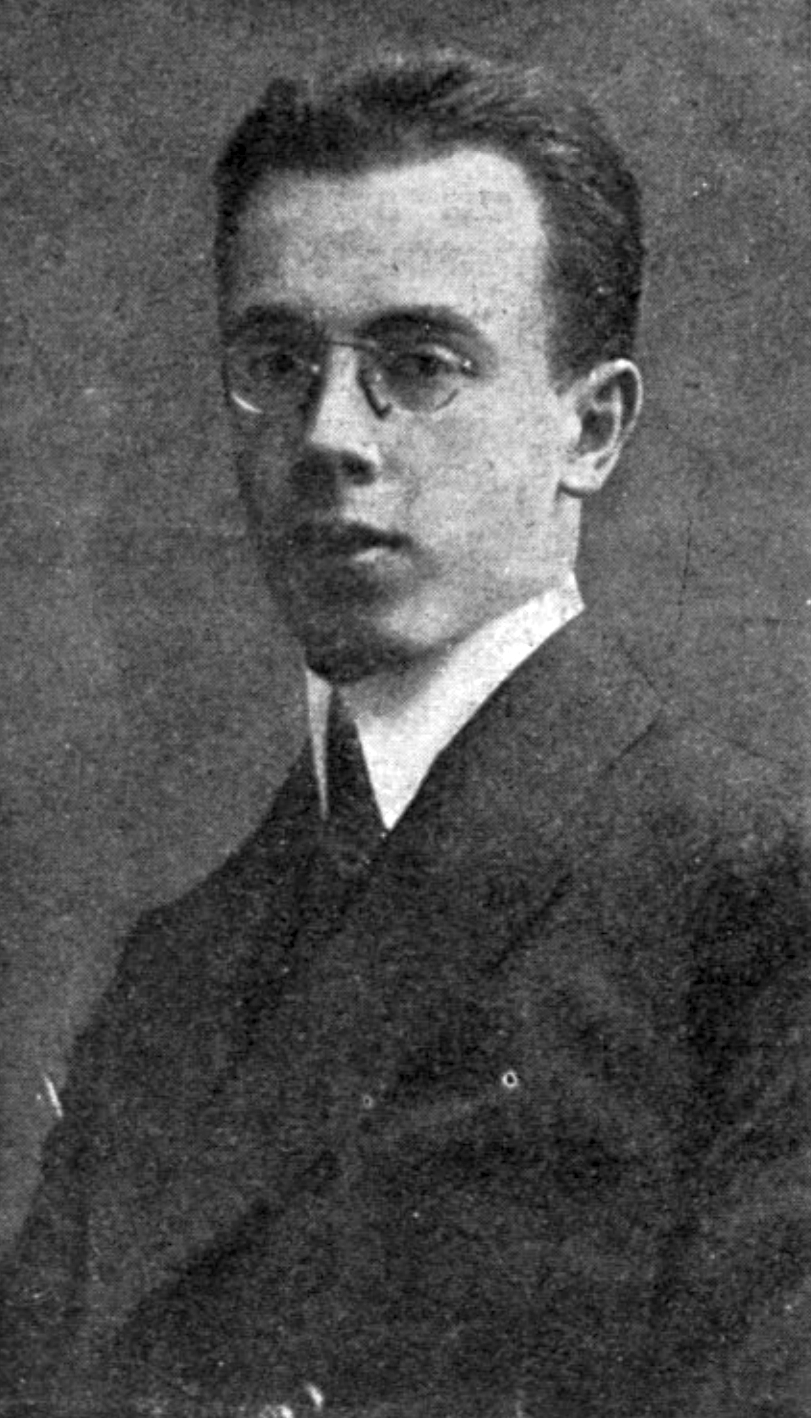
博格罗夫，1910年。

德米特里·格尔什科维奇·博格罗夫（羅馬化：Dmitriy Grigoryevich Bogrov；1887年—1911年9月24日），俄羅斯刺客，曾刺杀沙俄总理斯托雷平。
博格罗夫出生于俄罗斯帝国基辅的一个犹太商人家庭。他在作为无政府主义革命者进行活动的同时，自1906年起还是沙俄暗探局的特务，负责监控社会革命党、社会民主党和无政府主义者的活动。
1911年9月14日，德米特里·博格罗夫在基辅大剧院枪击了总理彼得·斯托雷平，刺杀就发生在沙皇尼古拉二世和他的两个女儿面前。斯托雷平在四天之后因伤去世。刺杀有效地终止了斯托雷平所推行的保守主义改革，从而加速了暴力革命的进展。博格罗夫还希望能制止斯托雷平所推行的反犹屠杀政策。然而，根据极右翼的说法博格罗夫的刺杀行动是由沙俄暗探局指示的，原因在于暗探局仇视斯托雷平的土地改革政策。（亚历山大·索尔仁尼琴在他的历史小说《1914年8月》中对此作了认真的考证和阐述。）
博格罗夫受到了当地军事法庭的审判。尽管斯托雷平的遗孀请求法庭留博格罗夫一条命（她说杀死这个年轻人并不能让她的丈夫复生），但博格罗夫还是于1911年9月24日（俄历9月11日）在基辅秃山要塞被处以绞刑。
关于斯托雷平刺杀事件的调查此后被尼古拉二世叫停。